# Fəxrəddin Şahbazov
Fəxrəddin İbrahim oğlu Şahbazov (eingedeutscht Fächräddin Schahbasow; * 22. Januar 1950 in Baku, Aserbaidschanische Sozialistische Sowjetrepublik, UdSSR; † 20. November 1991 im Dorf Qarakənd, Provinz Xocavənd, Republik Aserbaidschan) war ein aserbaidschanischer Journalist und Nationalheld Aserbaidschans.

## Leben
Şahbazov schloss 1967 die allgemeinbildende Schule Nr. 20 in Baku ab. Nach seinem Militärdienst begann er ab 1972 als Kameramann im Staatlichen Komitee für Fernsehen und Hörfunk von Aserbaidschan (der heutige AzTV) zu arbeiten.
Mit der Verschärfung armenisch-aserbaidschanischer Spannungen in Bergkarabach Ende der 1980er Jahre wurde Şahbazov immer öfter mit der Berichterstattung über die Entwicklungen in der Konfliktregion betraut. Als Kriegsberichterstatter befand er sich stets in besonders gefährlichen Frontabschnitten. Sehr oft begab er sich freiwillig auf gefährliche Einsätze und erstellte Berichte über die Kampfhandlungen.
Am 20. November 1991 reiste Şahbazov gemeinsam mit hochrangigen aserbaidschanischen, russischen und kasachischen Staatsbeamten sowie mit drei weiteren Journalisten mit einem Hubschrauber von Ağdam in die Stadt Xocavənd (armenisch Martuni) im Osten von Bergkarabach. Ziel war, sich ein Bild über die aktuelle Situation vor Ort zu verschaffen. In der Nähe des Dorfes Qarakənd (Berdaschen) wurde der Hubschrauber von armenischen Einheiten mit einer ZSU-23-4-Selbstfahrlafette und einem 2K12-Kub-Flugabwehrraketensystem abschossen. Alle 22 Insassen, darunter Şahbazov, kamen dabei ums Leben.

## Andenken
Per Dekret des Präsidenten Aserbaidschans vom 4. Dezember 1992 wurde Şahbazov posthum mit dem Titel „Nationalheld Aserbaidschans“ ausgezeichnet. Er wurde auf der Ehrenalle von Baku (Fəxri Xiyaban) beigesetzt.
Eine der Straßen in Baku trägt den Namen von Şahbazov.

## Privates
Şahbazov war verheiratet und hinterließ zwei Kinder.